# 櫻桃子
櫻桃子（日语：さくら ももこ，1965年5月8日—2018年8月15日），日本女漫畫家、作家，出生於靜岡縣清水市（現為靜岡縣靜岡市清水區），家中經營蔬果店。1984年正式出道後，1986年以筆名“櫻桃子”行，以童年時期的經歷為藍本開始繪畫漫畫《櫻桃小丸子》，主角的名字也是櫻桃子、主角的生日也是櫻桃子的生日。櫻桃子生動、詼諧的寫作手法，令《櫻桃小丸子》在日本及日本以外的亞洲地區都受到歡迎。

## 生平
1972年至1984年間就讀入江小學校、清水第8中學校、清水西高校。1984年在靜岡英和女學院短期大學修讀國文科時，在《RIBON ORIGINAL 冬季號》以一篇以教師為主題的短篇出道。1986年開始在雜誌《RIBON》連載漫畫《櫻桃小丸子》。
1991年發表第一本隨筆集《桃子罐頭》（集英社）。1999年創立雜誌《富士山》（新潮社）。2005年為出道20周年的紀念、到各地進行原畫展「櫻桃子世界 20年之軌跡展」（さくらももこワールド 20年の軌跡展）。2006年時為《櫻桃小丸子》電視真人版連續劇編輯第一話劇本。
1989年與《RIBON》編輯宮永正隆結婚。五年後長男誕生。1998年，與宮永正隆離婚。2002年與長男共著繪本《魔手大冒險》，當時長男的筆名為「櫻哈蜜瓜」。2003年，與插畫家再婚。2004年次男誕生。
2018年8月15日晚上8時29分，櫻桃子因乳癌離世，終年53歲。守靈與告別式遵照遺族意願，僅開放親友參加。告別式完成後，「櫻製作」團隊於同月27日在櫻桃子官方網誌發布訃聞。

## 作品

### 漫畫
- 《神的力量》（神のちから）
- 《可吉可吉》（コジコジ COJI－COJI）
- 《櫻桃小丸子》（ちびまる子ちゃん）
- 漫畫版《櫻桃小丸子：我最喜歡的歌》（ちびまる子ちゃん わたしの好きな歌）
- 漫畫版《櫻桃小丸子：大野君和杉山君》（ちびまる子ちゃん 大野君と杉山君）
- 漫畫版《櫻桃小丸子：不會忘記你》（ちびまる子ちゃん キミを忘れないよ）
- 《永澤君》（永沢君）
- 《嚕啦啦》
- （隨筆插畫的漫畫化）（上下兩卷）
- （2015年 - 2016年、グランドジャンプ、集英社）[9]
- 《石榴小方子》（ちびしかくちゃん）（2016年 -2018年 、グランドジャンプ、集英社）（全2卷）[10]
- （上下兩卷）
- （全2卷）

### 書刊
《桃子手記》
- 01　桃子罐頭（もものかんづめ）
- 02　猴子馬戲團（さるのこしかけ）
- 03　紅燒鯽魚（たいのおかしら）
- 04　小時候（あのころ）
- 05　小丸子的童言（まる子だった）
- 06　桃子的童年（ももこの話）
- 07　小丸子的生物圖鑑（ももこのいきもの図鑑）
- 08　桃子好心情（さくら日和）
- 09　桃子的繪圖日記（のほほん絵日記）
- 10　桃子的驚奇大冒險（ももこのトンデモ大冒険）
- 11　桃子的21世紀日記（ももこの21世紀日記）
- 12　櫻花蝦（さくらえび）
- 13　桃子的寶石物語（ももこの宝石物語）
- 14　桃子有喜（そういうふうにできている）
- 15　桃子的21世紀日記 N'02（ももこの21世紀日記 N'02）
- 16　一個人的相撲（ひとりずもう）
- 17　小丸子旅行去
- 18　小丸子的世界巡禮
- 19　櫻桃小丸子的俳句教室<夏石番知>
- 20　櫻桃小丸子的諺語教室
- 21　櫻桃小丸子的四字熟語教室<川山鳥 優>
- 22　櫻桃小丸子的作文教室<貝田 桃子>
- 23　櫻桃小丸子的英文教室<池田紅玉>
- 24　櫻桃小丸子的敬語教室
- 25　櫻桃子的神奇開運書
- 26　小丸子的健康手帖
- 27　櫻桃小丸子紀念館
- 28　我是濱崎 <濱崎 憲孝>
- 29　友藏之友

### 繪本
魔手大冒險 〈feat. 櫻哈密瓜〉（おばけの手）

### 墨刻
恭喜（おめでとう，出道30週年紀念誌）

### 其他
櫻桃子X早安少女組 〈feat.早安少女組〉（ハコイリ娘。）

### 雜誌
- 《富士山》1至5 冊。

## 獎項
- 第13回講談社漫畫獎少女部門（《櫻桃小丸子》）
- 1990年日本唱片大獎（櫻桃小丸子主題歌作詞）

## 外部連結
- 官方网站 （日語）
- （日語）